# Black Antlers
Black Antlers — альбом британской экспериментальной группы Coil, выпущенный в июне 2004 года.
Пластинка была издана в формате CD-R ограниченным тиражом 500 экземпляров и распространялась на концертах во время летнего мини-турне коллектива по европейским городам, названного Even an Evil Fatigue. На ней были собраны самые последние на тот момент «незавершённые» композиции группы. Выход полноценного альбома (вместе с синглом) планировался на осень, однако так и не состоялся. Тем не менее, согласно опросу среди читателей музыкального интернет-журнала Brainwashed, пластинка заняла четвёртое место в списке 50 лучших записей года. В 2006 году уже после гибели лидера Coil Джона Бэланса сооснователь группы Питер Кристоферсон переработал и дополнил материалы, собранные на диске, и переиздал альбом на двух CD.

## Список композиций
CD-R
1. The Gimp (Sometimes) (11:25)
2. Sex with Sun Ra (Part One — Saturnalia) (9:24)
3. All the Pretty Little Horses (4:47)
4. Wraiths and Strays (from Montreal) (8:25)
5. Teenage Lightning (10th Birthday Version) (9:15)
6. Black Antlers (Where’s Your Child?) (vers 1) (7:08)

2×CD
Disc 1
1. The Gimp (Sometimes) (11:26)
2. Sex with Sun Ra (Part One — Saturnalia) (9:22)
3. The Wraiths and Strays of Paris (8:44)
4. All the Pretty Little Horses (4:45)
5. Teenage Lightning (10th Birthday Version) (9:15)
6. Black Antler’s (Where’s Your Child?) (7:10)
7. Sex with Sun Ra (Part Two — Sigillarcia) (5:11)

Disc 2
1. Departed (6:28)
2. Things We Never Had (11:33)